# Paulsboro
Paulsboro es un borough ubicado en el condado de Gloucester en el estado estadounidense de Nueva Jersey. En el año 2010 tenía una población de 6.097 habitantes y una densidad poblacional de 430,47 personas por km².

## Geografía
Paulsboro se encuentra ubicado en las coordenadas 39°50′23″N 75°14′24″O / 39.83972, -75.24000.

## Demografía
Según la Oficina del Censo en 2000 los ingresos medios por hogar en la localidad eran de $35,569 y los ingresos medios por familia eran $41,359. Los hombres tenían unos ingresos medios de $32,313 frente a los $24,779 para las mujeres. La renta per cápita para la localidad era de $16,368. Alrededor del 17.7% de la población estaba por debajo del umbral de pobreza.